# ND 고리차
노고메트노 드루슈트보 고리차(Nogometno Društvo Gorica)는 노바고리차를 연고로 하는 슬로베니아의 프로 축구팀이다. 보통 ND 고리차 또는 줄여서 고리차라고 부른다. 고리차는 슬로베니아 리그 4회, 컵 대회 3회, 슈퍼컵 1회를 우승하는 슬로베니아에서 가장 성공적인 클럽중 하나이다. 

## 역대 성적
리그
- 유고슬라비아 3부 리그:

준우승 (1): 1968–69
- 슬로베니아 1부 리그:

우승 (4): 1995–96, 2003–04, 2004–05, 2005–06
준우승 (5):1998–99, 1999–2000, 2006–07, 2008–09, 2016-17
컵 대회
- 슬로베니아 컵:

우승 (3): 2000–01, 2001–02, 2013–14
준우승 (1): 2004–05
- 슬로베니아 공화국 컵:

준우승 (1): 1958
- 슬로베니아 슈퍼컵:

우승 (1): 1996
준우승 (1): 2014

## 선수 명단

### 현역
참고: FIFA 자격 규정에 따라 소속된 국가대표팀 국기를 표시합니다. 선수는 복수의 FIFA 비회원국 국적을 가지고 있을 수 있습니다.
| 번호 | 포지션 | 국적       | 이름          |
| ---- | ------ | ---------- | ------------- |
| 2    | DF     | 중국       | 유 구이저우   |
| 8    | DF     |            | 루카 프르소   |
| 25   | DF     | 크로아티아 | 로베르트 코직 |

| 번호 | 포지션 | 국적 | 이름 |
| ---- | ------ | ---- | ---- |

## 역대 감독
| 감독              | 임기        |
| ----------------- | ----------- |
| 스레치코 카타네츠 | 1997 ~ 1998 |
| 프리모시 글리하   | 2008 ~ 2009 |
| 에도아르도 레야   | 2023        |